# Brockhouse

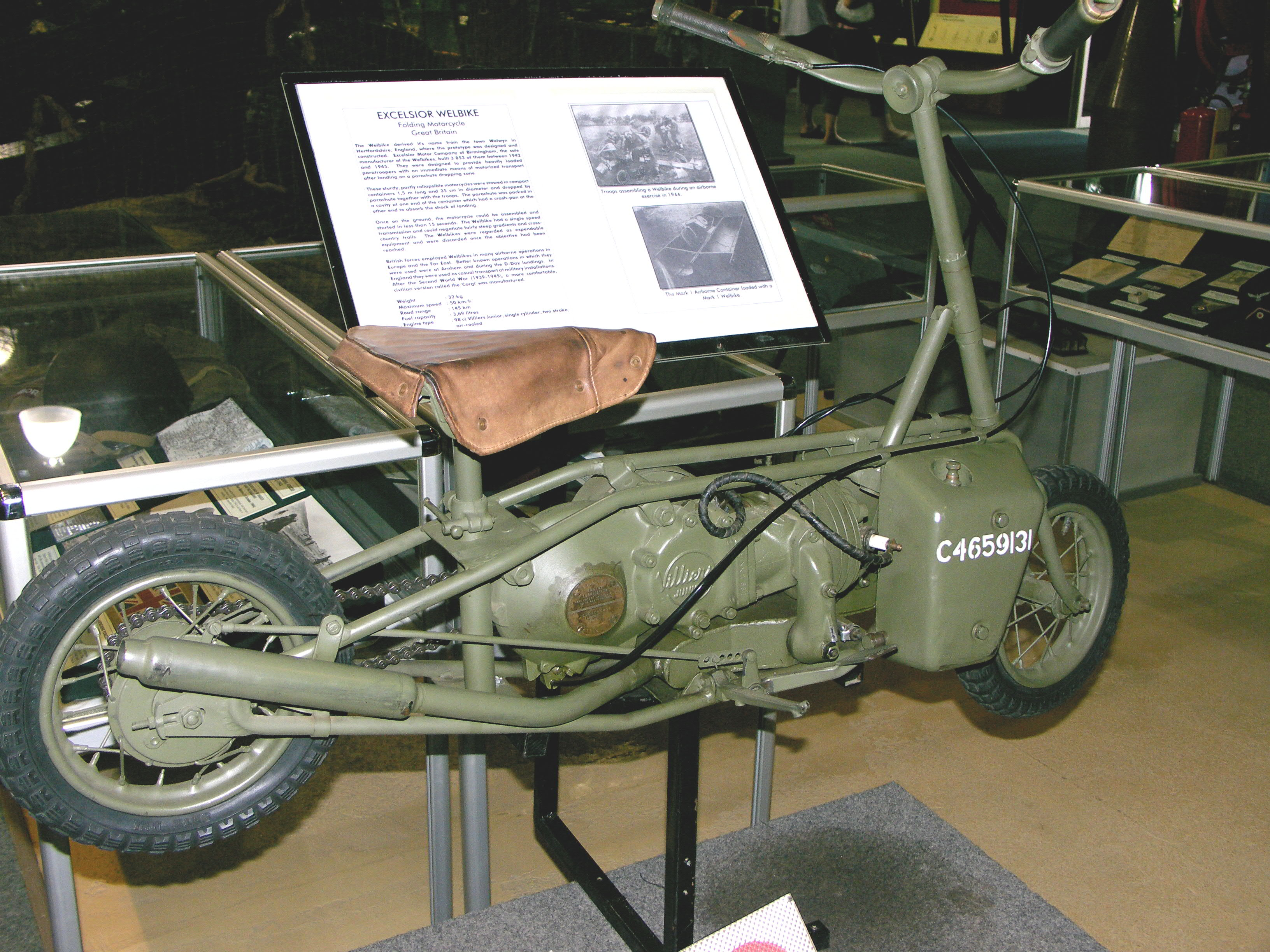
Welbike vouwscooter

Brockhouse is een historisch Brits merk van motorfietsen, voluit Brockhouse Engineering (Southport) Ltd., Crossens, Southport (1942-1955).
Brockhouse was zeer waarschijnlijk eigendom van Excelsior in Birmingham.
Vanaf 1947 produceerde Brockhouse een burgerversie van de Welbike. Dit was een vouwscooter die voor Britse parachutisten ontwikkeld was. Deze militaire uitvoering was ontwikkeld door luitenant-kolonel J.R.V. Dolpin. Dolphin had na de oorlog de "Corgi Motorcycle Company" opgericht voor de productie van burgerversies van de Welbike. De originele Welbike had een 98cc Villiers blokje, maar de Brockhouse Corgi was voorzien van een Spryt motortje met dezelfde boring-slagverhouding en dus ook dezelfde cilinderinhoud. De merknaam Spryt was ook eigendom van Excelsior. De eerste Brockhouse Corgi, de Corgi MkI, werd nooit onder deze naam geleverd. De hele productie werd verscheept naar de Verenigde Staten om daar (waarschijnlijk via de Sears warenhuisketen) verkocht te worden onder de naam Indian Papoose.
De eerste Corgi's hadden nog spaakwielen, maar al snel werden deze vervangen door schijfwielen
Vanaf 1952 werd de 248 cc Indian Brave met eigen eencilinder zijklepmotor gemaakt. Indian (of de Britse naamrechten) was in 1947 door Brockhouse overgenomen.
De naam Welbike kwam van Welwyn Garden City, de legerplaats waar het ontwerpteam werkte.